# 結婚願望
『結婚願望』（けっこんがんぼう）は、原作：彩谷すばる、作画：まやひろむによる日本の漫画作品。実在のアイドルグループ「結婚願望〜kekkonganbo〜」をモデルにしたストーリ漫画。協力：「株式会社カレント『結婚願望プロジェクト』」。2009年3月5日より電子書籍『漫画ゼロワン』で不定期連載されている。

## 作品内容
- 主人公の倉木成吾は、本人曰く「苦節7年の地獄のAD時代」を経て、ようやく待望のディレクターに昇格した次の日に幼馴染の腐れ縁でもある杉本悦子のピュア？な野望により、会社をクビになり、彼女のマネージャーをする事になってしまう。
- 現在活躍中のアイドルユニット「結婚願望」が漫画とコラボ。幸せになりたいオンナ達のピュアすぎる野望が、ひとりの男の人生を変えていく。いまのところLOVEなしのコメディ作品。
- 漫画の最後に、モデルになった女の子達のグラビア写真集が見られる様になっている。

## 登場人物
倉木 成吾
本作の主人公、本人曰く「苦節7年の地獄のAD時代」を経て同期の仲間より少し遅れたが、念願のディレクターになる事が出来たが、小学校からの腐れ縁である幼馴染の杉本悦子の結婚願望に巻き込まれてしまい、彼女の策略により、次の日に会社をクビになってしまう。彼女と縁を切ろうとしたが、居酒屋での痴態写真をネタに彼女のマネージャーをやる事になってしまう。インパクトの強い女の子達に囲まれているので、少し影が薄い。
杉本 悦子
本作のヒロイン、結婚願望が人一倍強く、保母、ナース、自称カメラマン、社長秘書、プロ麻雀師など様々なアプローチで結婚を目指しているが、最後の詰めで失敗してしまい、どうしても結婚まで漕ぎ着けない。男に振られるたびに主人公を居酒屋に呼び出して愚痴をこぼし、他の客にも絡んでいたが、客の一人に「アイドル相手じゃ誰だって即結婚になるよ」と言う言葉から、三十路前でありながら、アイドルを目指す事を決意する。その為に、主人公の上司に不倫写真を送りつけ、主人公を自分のマネージャーにするなど、自己中心的なところもあるが、幸せな結婚をしたいという願望は誰よりも強い。主人公や友達を巻き込む強引さは、作中最強である。ウェーブの掛かったロングヘアーと巨乳がチャームポイントのお姉さま系の女の子である。
安野 くみ
ヒロインの得意先で知り合った友人であり、ヒロインに誘われてアイドルを目指す。大きな目と頭のリボンがチャームポイントの可愛い系の女の子である。自分を「くー」、主人公を「くらりん」と呼ぶ。
松本 純
くみと同じく、ヒロインの得意先で知り合い、誘われてアイドルを目指す。ロングヘアーがチャームポイントの清楚系の女の子である。自分を「マツジュン」、主人公を「倉っち」と呼ぶ。
花 めぐみ
渋谷で他のスカウトを無視していた時に、スカウトしようとして目の前でコケてしまった主人公が持っていた見たかったDVDを貸してもらえる事をきっかけに知り合い、アイドルを目指す事になった。ロングヘアーとクールな目つきがチャームポイントのキレイ系の女の子である。
浅木 美帆
過去に妹が悪徳プロダクションに騙され、行方不明になってしまった事から、極度のスカウト嫌いになってしまい、主人公が花をスカウトしようとした現場に偶然居合わせた時も、主人公を詐欺師扱いした。その夜に、他のスカウトと言い争いになり、暴行を受けそうになった所をヒロインに救われ、自分の過去を打ち明け、ヒロインにアイドルになれば、妹さんが連絡してくれるかもしれないと言う提案を受け入れ、アイドルを目指す事になる。メガネがチャームポイントのツンデレ系女の子である。

## 各話タイトル
- 第1話 邪で純粋なアイドル誕生!?（21頁+グラビア10頁）
- 第2話 ふえちゃった!（17頁+グラビア22頁）
- 第3話 欲望と攻防の先の美貌（16頁+グラビア22頁）
- 第4話 昨日の敵は今日の…（16頁+グラビア22頁）
- 第5話 綱渡りだよ人生は（16頁＋グラビア22頁）
- 第6話 オーディション詐欺にご用心（16頁）